# Людмил Веселинов (политик)
Людмил Димитров Веселинов е български политик и ветеринар, в девет последователни мандата кмет на община Попово (от 1991 г.).

## Биография
Людмил Веселинов е роден на 24 януари 1950 г. в град Враца, Народна република България. Завършил е ветеринарна медицина в Селскостопанска академия (София) и агроном-полевъд във ВСИ (Пловдив).
В периода от 1973 до 1976 г. е ветеринарен лекар в АПК „Средец“ – кв. Симеоново, София. От 1976 до 1984 г. е първоначално осеменител, след това главен ветеринарен лекар, после зам.-председател и председател на АПК „Водица“ в село Водица, община Попово. Бил е председател на комисия СГВСС и н-к управление – „Земеделие и хранителна промишленост“ в община Попово.

### Политическа дейност
На местните избори през 2003 г. е кандидат за кмет на община Попово, издигнат като независим. На проведения първи тур получава 5269 гласа (или 38,13%) и се явява на балотаж с кандидата на „БСП“ Атанас Иванов, който получава 5044 гласа (или 36,51%). Избран е на втори тур с 8674 гласа (или 53,37%).
На местните избори през 2007 г. е кандидат за кмет на община Попово, издигнат от коалиция „Заедно“, в която участват ФАГО и Граждански съюз за Нова България. Избран е на първи тур с 8258 гласа (или 59,85%), втори след него е кандидатът на „ГЕРБ“ Тодор Тодоров с 3385 гласа (или 24,53 %).
На местните избори през 2011 г. е кандидат за кмет на община Попово, издигнат от коалиция „Заедно“, в която участват Обединен блок на труда „Български лейбъристи“ и Обединена социалдемокрация. На проведения първи тур получава 5954 гласа (или 45,55%) и се явява на балотаж с кандидата на „ГЕРБ“ Иван Димитров, който получава 3521 гласа (или 26,94%). Избран е на втори тур със 7387 гласа (или 53,27%).
На местните избори през 2015 г. е кандидат за кмет на община Попово, издигнат от коалиция „Заедно“. На проведения първи тур получава 5692 гласа (или 47,10%) и се явява на балотаж с кандидата на „ГЕРБ“ Стефан Иванов, която получава 3222 гласа (или 26,66%). Избран е на втори тур с 5941 гласа (или 54,24%).
На местните избори през 2019 г. е кандидат за кмет на община Попово, издигнат от коалиция „Заедно“. На проведения първи тур получава 6137 гласа (или 49,96%) и се явява на балотаж с кандидата на „ГЕРБ“ Любомир Гущанов, който получава 3399 гласа (или 27,67%). Избран е на втори тур с 6564 гласа (или 58,63%).
На местните избори през 2023 г. е кандидат за кмет на община Попово, издигнат от коалиция „Граждани за общината“. Избран е на първи тур с 5895 гласа (или 62,73 %), а съперника му Ивайло Венков, който е независим кандидат получава 2375 гласа (или 25.27%)